# 农博园站
农博园站是位于吉林省长春市南关区的一个轻轨车站，属于长春轨道交通3号线。

## 车站构造
两个侧式月台，为高架车站。

## 历史
- 2006年12月26日 - 开通使用。

## 车站周边
- 中信城农博园